# Ркони
Ркони (груз. რკონი) — село в Грузии, на территории Каспского муниципалитета края (мхаре) Шида-Картли.

## География
Село находится в центральной части Грузии, на правом берегу реки Тедзами (правый приток Куры), на расстоянии приблизительно 18 километров (по прямой) к юго-западу от города Каспи, административного центра муниципалитета. Абсолютная высота — 885 метров над уровнем моря.

## Население
По результатам официальной переписи населения 2014 года, в Ркони проживало 6 человек (1 мужчина и 5 женщин). В национальной структуре населения грузины составляли 66,7 %, осетины — 33,3 %.
| Год  | Население, человек |
| ---- | ------------------ |
| 2002 | 26                 |
| 2014 | ↘ 6                |